# 八草駅
八草駅（やくさえき）は、愛知県豊田市八草町石坂にある愛知環状鉄道・愛知高速交通の駅である。愛知環状鉄道線と愛知高速交通東部丘陵線（リニモ）の2路線が乗り入れる。駅番号は愛知環状鉄道線が18、愛知高速交通がL09。愛知工業大学前の副駅名がある。

## 概要
1988年（昭和63年）1月に愛知環状鉄道（愛知環状鉄道線）単独の駅として開業したのが始まりである。開業当時の駅名は現在と同じ「八草駅」であったが、2004年（平成16年）10月に「万博八草駅」（ばんぱくやくさえき）に改称した。翌2005年（平成17年）3月には藤が丘駅から当駅までの東部丘陵線（リニモ）が開業し、2つの路線の乗換駅となった。
リニモ開業後まもなく始まった2005年日本国際博覧会（愛知万博）では、当駅は藤が丘駅と並ぶ鉄道アクセスにおける玄関駅として機能し、駅施設が大幅に改修され多客対応のための仮設駅舎・ホーム・バスターミナルなどが整備された。
万博終了後、愛知環状鉄道は2005年（平成17年）10月から、リニモは2006年（平成18年）4月から駅名を「万博」を外した「八草駅」とした。万博終了後は多客対応時に整備された駅舎を、利用客数に応じた施設規模に縮小して使用している。

## 歴史
- 1988年（昭和63年）1月31日：愛知環状鉄道の八草駅が、新豊田 - 高蔵寺間の開通にあわせて開業[1][2]。
- 2004年（平成16年）
  - 10月10日：愛知環状鉄道の八草駅が万博八草駅に改称[3]。
  - 11月24日：愛知環状鉄道の新駅舎完成、ホームを1面新設し相対式2面2線に。バリアフリー化工事完成。
- 2005年（平成17年）
  - 3月6日：愛知高速交通の万博八草駅が開業[4]。愛知環状鉄道の新設ホーム使用開始。また、愛知高速交通東部丘陵線開業に伴い、地上出口行きエレベーターの使用が開始され、駅舎のバリアフリー化工事完了。
  - 9月27日：愛・地球博閉幕に伴い愛知高速交通3番線ホーム閉鎖。
  - 10月1日：愛知環状鉄道の駅が八草駅に再度改称[3]。
- 2006年（平成18年）
  - 1月14日：愛知環状鉄道1番線ホーム改修完了。
  - 3月18日：愛知環状鉄道2番線ホーム・橋上駅舎改修完了。
  - 4月1日：愛知高速交通の駅が八草駅に改称[4]。
  - 9月1日：愛知環状鉄道の八草駅が終日有人化[3]。
- 2016年（平成28年）3月12日：愛知高速交通東部丘陵線でICカード「manaca」の使用開始[5]。
- 2019年（平成31年）3月2日：愛知環状鉄道でICカード「TOICA」の利用が可能となる[6]。

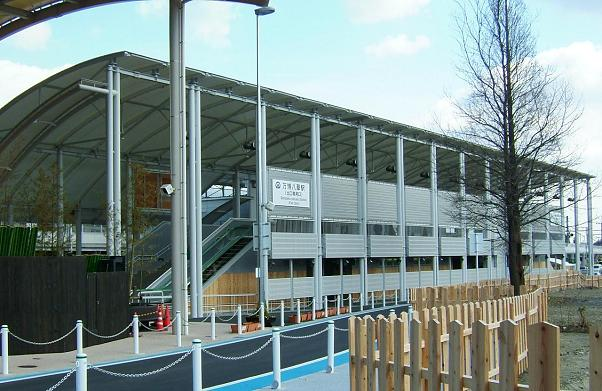
愛知環状鉄道線駅舎（万博対応の仮駅舎・仮出口）
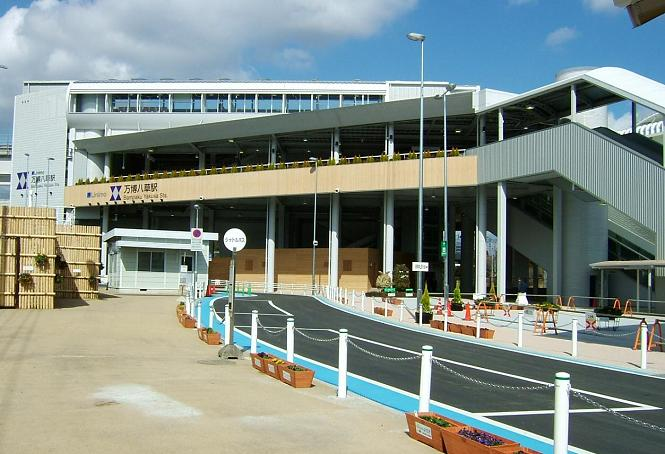
リニモの駅舎（仮設駅舎）
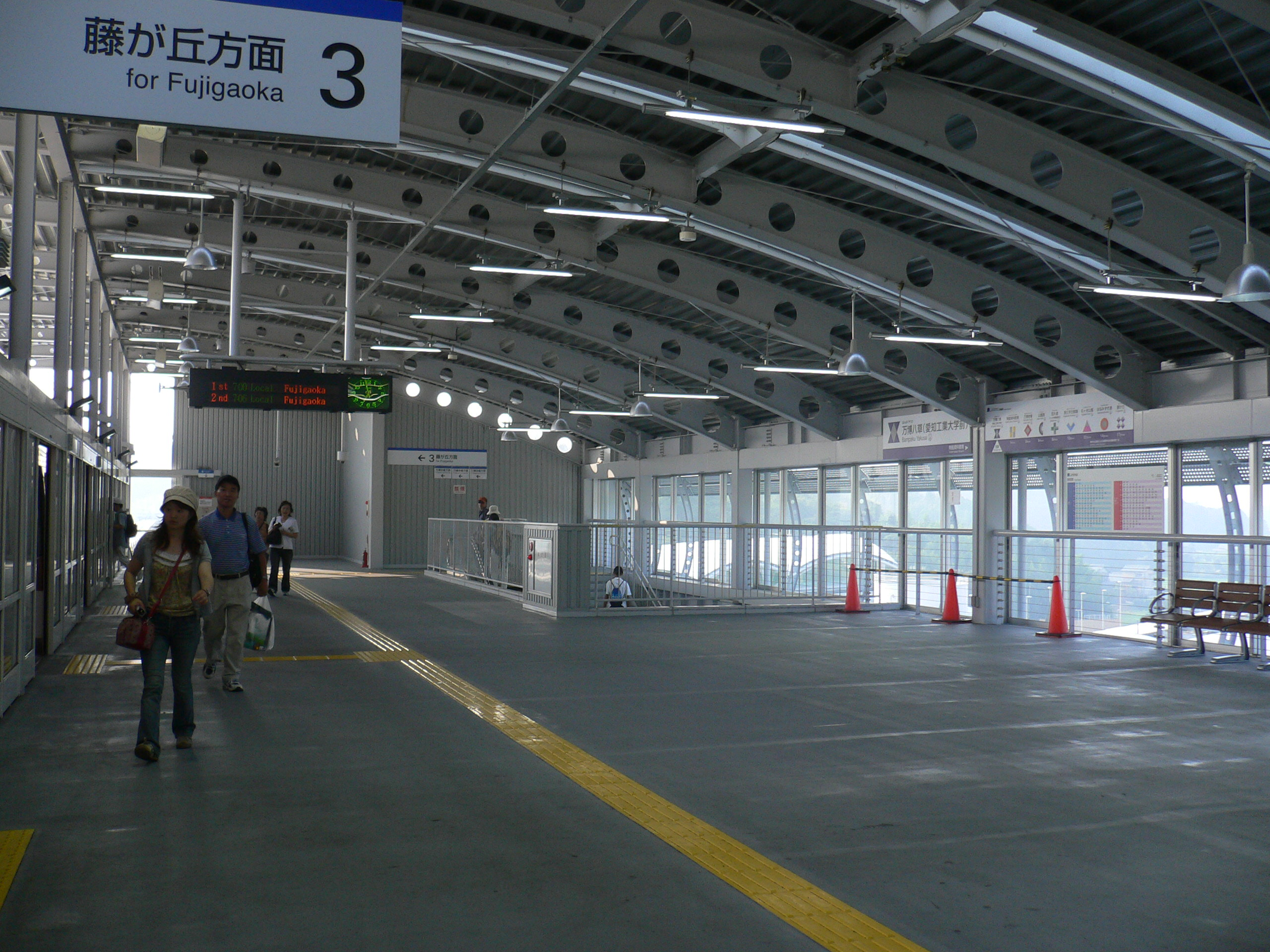
リニモの駅ホーム（仮設駅舎）

## 駅構造
両線の駅とも終日駅員が配置されている。連絡改札はなく、乗り換えの際は一度改札外に出る必要がある。

### 愛知環状鉄道
相対式ホーム2面2線を有する地上駅である。駅舎はホーム上空に設置された橋上駅舎であり、愛知高速交通東部丘陵線の駅の高架部（改札口）と連絡している。開業当初は単式ホーム1面1線のみの構造の、券売機すら無い無人駅であったが、改修され2004年（平成16年）11月にエレベーターも設置され現在の構造となった。万博開催期間中は列車を右側通行として、高蔵寺方面ホームと岡崎方面ホームを逆転させて使用することにより、万博観客誘導のための動線確保をしていた。
万博終了後しばらくは特定時間帯のみ駅員が配置されており、駅員配置時間帯のみ自動改札機・自動券売機が稼動していたが、その後終日有人駅に戻っている。バリアフリーに対応する設備として、ホームと改札口の間に日本オーチス・エレベータ製のエレベーターが設置されている。
改札外自由通路のエレベーターについては愛知高速交通の管轄の為、 2005年（平成17年）3月、三菱電機ビルテクノサービスによって新設された。また長らくエスカレーターも設置されていなかったが、愛知高速交通開業に伴い、2005年（平成17年）3月、日立ビルシステム株式会社が自由通路に2台のエスカレーターを新設した。
ホームは愛知万博開催時のエキスポシャトルが発着していた名残で、上下線とも10両編成に対応している。しかし、万博終了後は当駅には4両編成までしか乗り入れない。

#### のりば
| 番線 | 路線            | 方向 | 行先               | ホーム長 |
| ---- | --------------- | ---- | ------------------ | -------- |
| 1    | ■愛知環状鉄道線 | 上り | 新豊田・岡崎方面   | 10両     |
| 2    | ■愛知環状鉄道線 | 下り | 瀬戸市・高蔵寺方面 | 10両     |

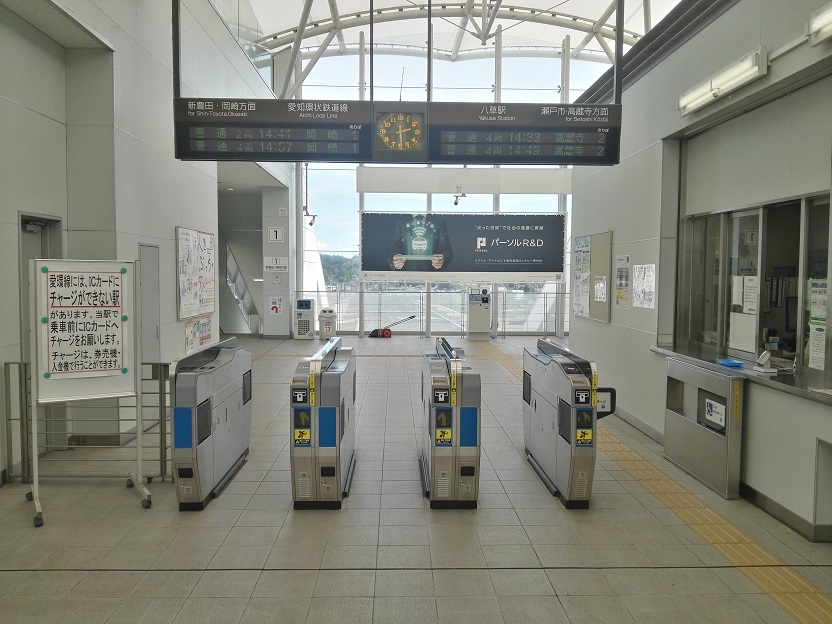
自動改札機
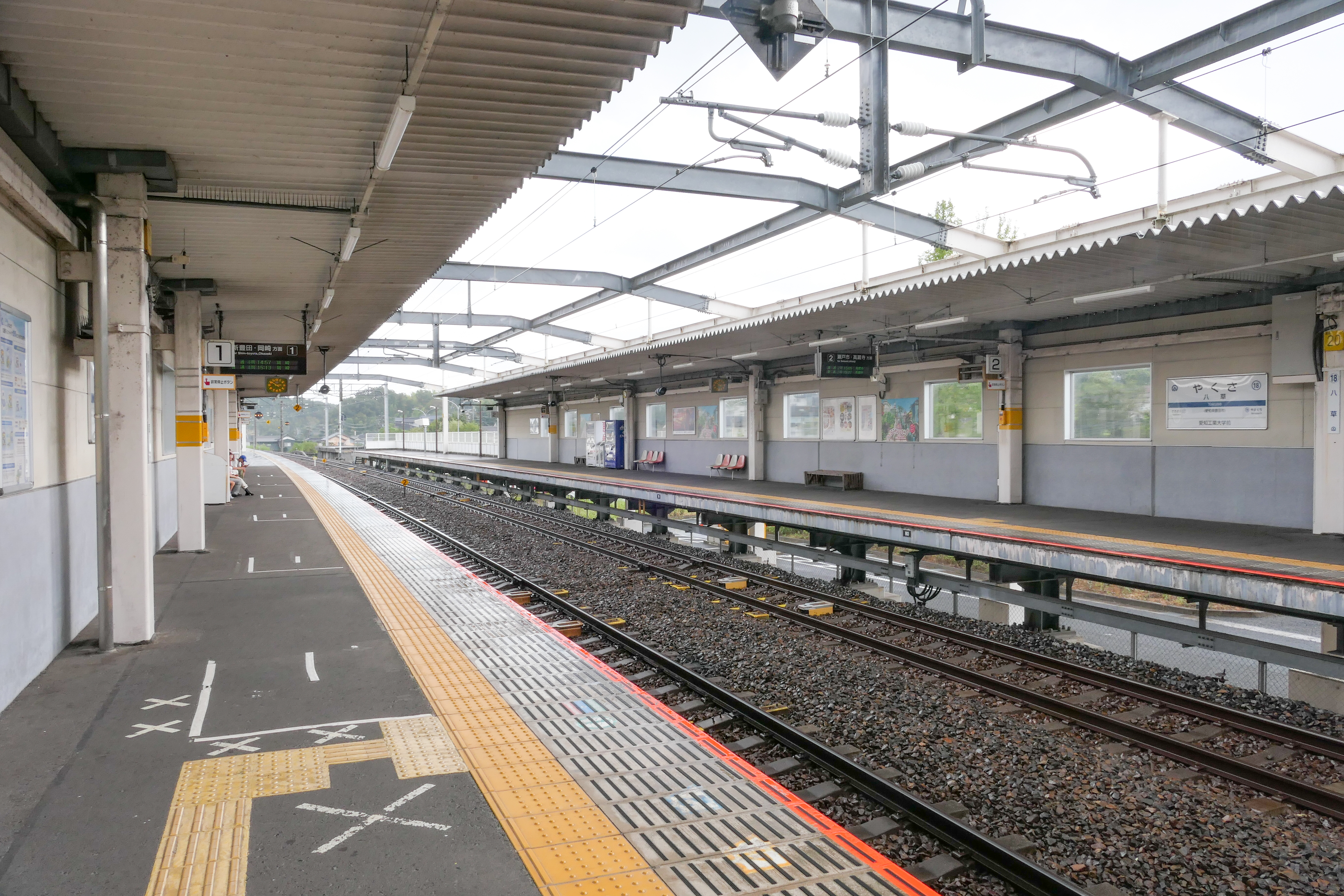
ホーム
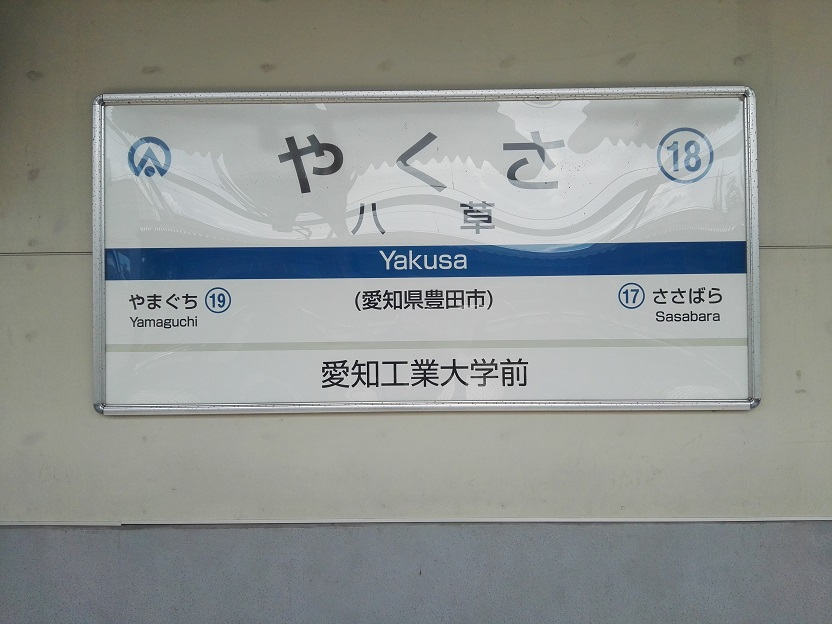
駅名標

### 愛知高速交通
島式ホーム1面2線を有する高架駅である。有人駅。安全対策としてホームドアが設置されている。
万博開催期間中は現行の2番線の反対側に3番線ホームがあり、1番線が降車専用、2番線が閉鎖、3番線が藤が丘方面ホームだった。
バリアフリー対応として出入口に2基と改札内に2+1基の合計5基のエレベーターが設置されている。また、地上行きは愛知環状鉄道の空中自由通路と共同で使用している。

#### のりば
| 番線 | 路線        | 行先       |
| ---- | ----------- | ---------- |
| 1    | ■東部丘陵線 | 降車専用   |
| 2    | ■東部丘陵線 | 藤が丘方面 |

- 1番線で客扱い後の電車は、ホームの東側にある引き上げ線へ進み、折り返して2番線に進入する。

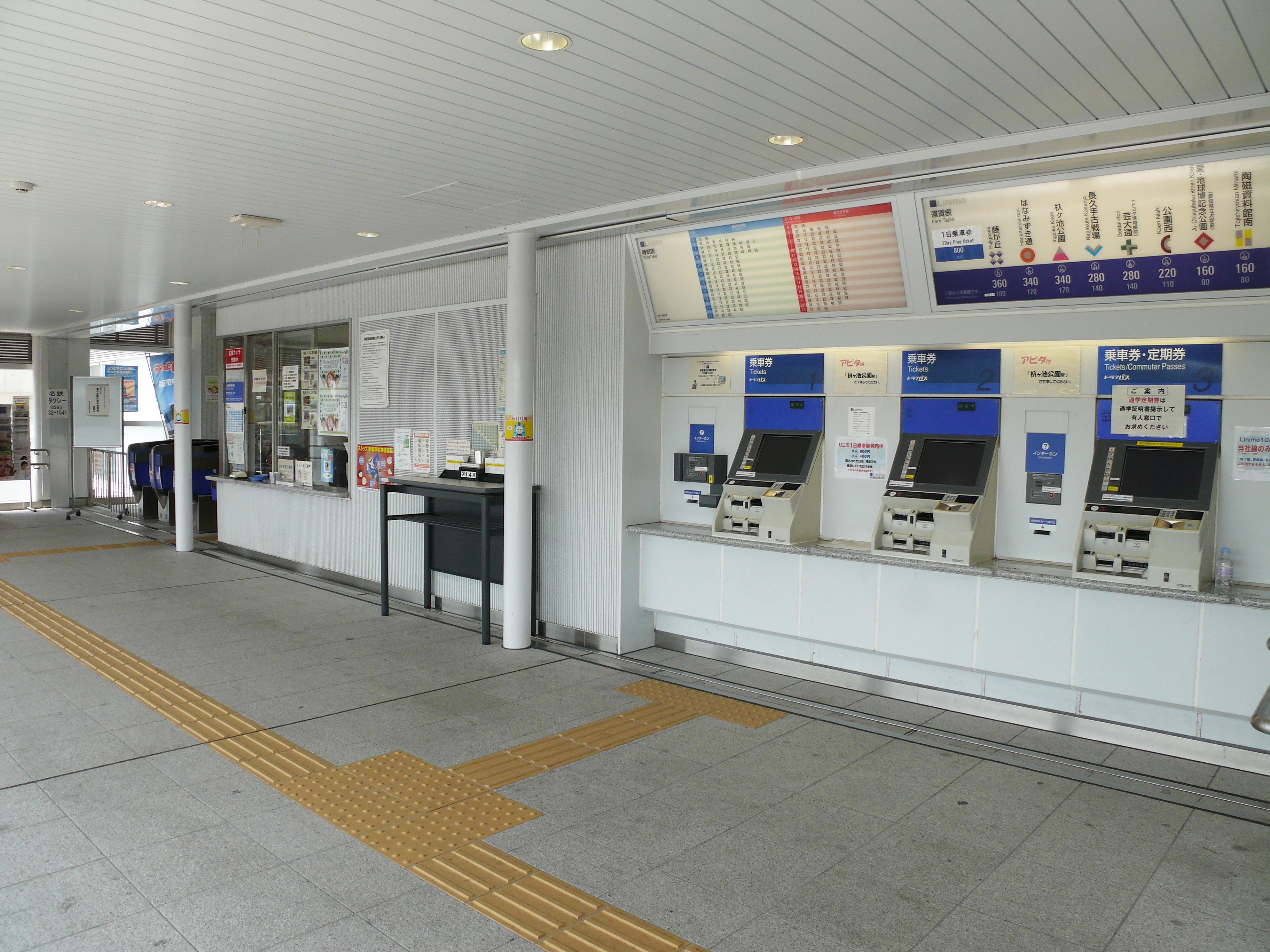
改札口
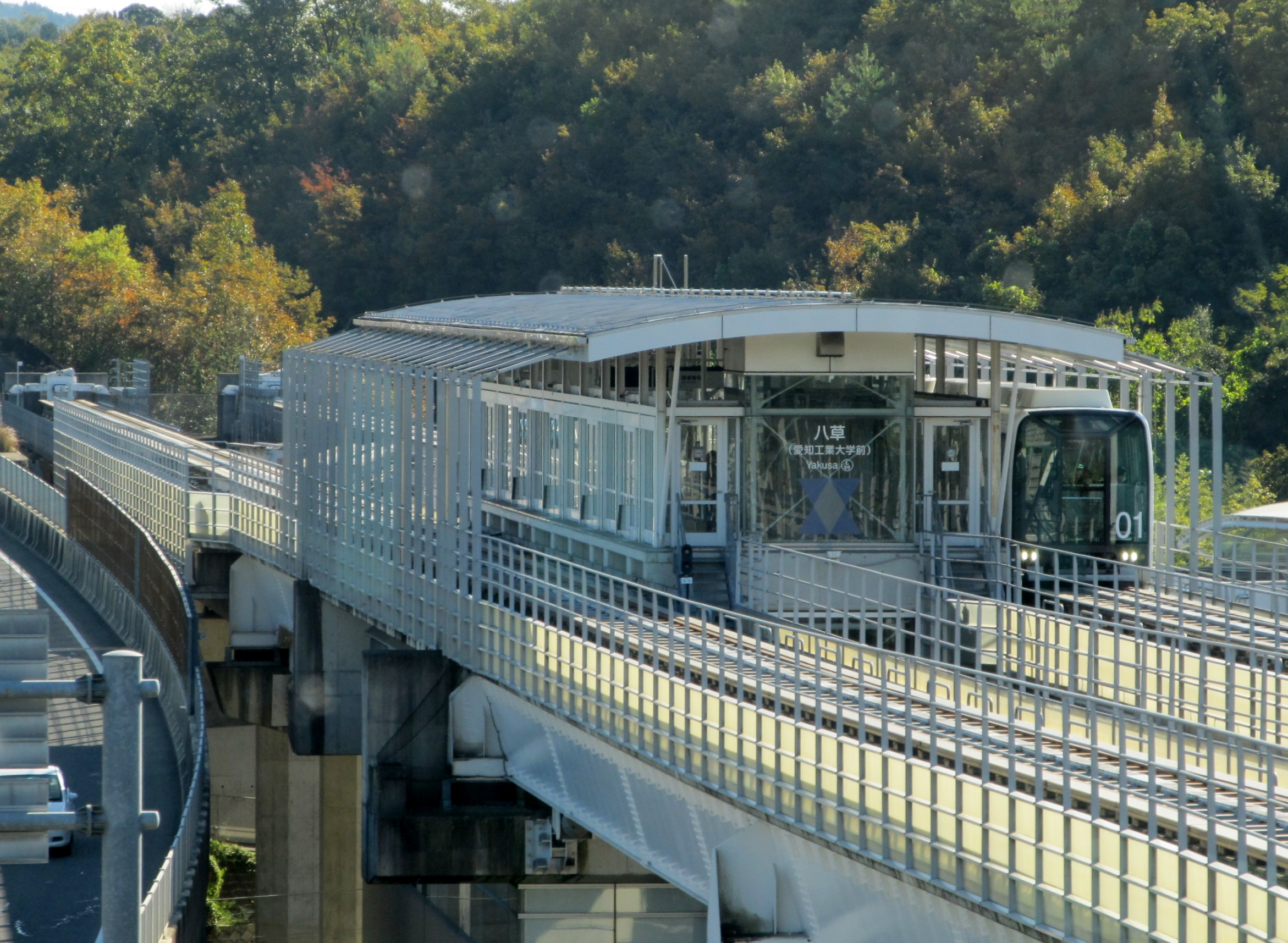
ホーム

## 利用状況

### 乗降人員（愛環・リニモ）
- 愛知環状鉄道 - 2018年度の1日平均乗降人員は6,344人である。
- 愛知高速交通 - 2019年度の1日平均乗降人員は7,768人である。

各年度の1日平均乗降人員は以下の通り。
| 年度               | 愛知環状         | リニモ           | 出典   |
| 年度               | 1日平均 乗降人員 | 1日平均 乗降人員 | 出典   |
| ------------------ | ---------------- | ---------------- | ------ |
| 2002年（平成14年） | 1,838            | 未開業           | [ 8 ]  |
| 2003年（平成15年） | 1,924            | 未開業           | [ 8 ]  |
| 2004年（平成16年） | 3,500            | 17,818           | [ 8 ]  |
| 2005年（平成17年） | 27,433           | 24,390           | [ 8 ]  |
| 2006年（平成18年） | 3,565            | 4,435            | [ 8 ]  |
| 2007年（平成19年） | 4,075            | 5,033            | [ 9 ]  |
| 2008年（平成20年） | 4,367            | 5,472            | [ 10 ] |
| 2009年（平成21年） | 4,532            | 5,682            | [ 11 ] |
| 2010年（平成22年） | 4,631            | 5,732            | [ 12 ] |
| 2011年（平成23年） | 4,811            | 5,886            | [ 13 ] |
| 2012年（平成24年） | 5,003            | 6,093            | [ 14 ] |
| 2013年（平成25年） | 5,394            | 6,412            | [ 14 ] |
| 2014年（平成26年） | 5,061            | 6,412            | [ 14 ] |
| 2015年（平成27年） | 5,446            | 6,854            | [ 15 ] |
| 2016年（平成28年） | 5,652            | 6,671            | [ 16 ] |
| 2017年（平成29年） | 6,139            | 7,294            | [ 17 ] |
| 2018年（平成30年） | 6,130            | 7,251            | [ 18 ] |
| 2019年（令和元年） | 6,344            | 7,768            | [ 19 ] |
| 2020年（令和2年）  | 3,785            | 4,483            |        |

### 乗車人員（リニモ）
『ながくての統計』各号によると、乗車人員の推移は以下の通りである。
| 年                 | 年間    | 年間   | 一日平均< | 一日平均< | 備考             |
| 年                 | 総数    | 定期   | 総数      | 定期      | 備考             |
| ------------------ | ------- | ------ | --------- | --------- | ---------------- |
| 2004（平成16）年度 | 239719  | 25740  | 9589      | 1030      | 2005年3月6日開業 |
| 2005（平成17）年度 | 3606566 | 391890 | 9896      | 1089      | 万博開催         |
| 2006（平成18）年度 | 809422  | 554310 | 2239      | 1540      | [ 22 ]           |
| 2007（平成19）年度 | 920959  | 624240 | 2545      | 1734      | [ 22 ]           |
| 2008（平成20）年度 | 998532  | 674130 | 2761      | 1873      | [ 22 ]           |
| 2009（平成21）年度 | 1037041 | 722160 | 2869      | 2006      | [ 22 ]           |
| 2010（平成22）年度 | 1046265 | 726000 | 2894      | 2017      | [ 22 ]           |
| 2011（平成23）年度 | 1077219 | 752910 | 2978      | 2091      | [ 23 ]           |
| 2012（平成24）年度 | 1112027 | 773580 | 3076      | 2149      | [ 23 ]           |
| 2013（平成25）年度 | 1170332 | 803250 | 3237      | 2231      | [ 23 ]           |
| 2014（平成26）年度 | 1170115 | 790590 | 3236      | 2196      | [ 23 ]           |
| 2015（平成27）年度 | 1254213 | 839370 | 3465      | 2332      | [ 23 ]           |
| 2016（平成28）年度 | 1217405 | 791790 | 3365      | 2199      | [ 24 ]           |
| 2017（平成29）年度 | 1331271 | 858540 | 3680      | 2385      | [ 24 ]           |
| 2018（平成30）年度 | 1323260 | 868170 | 3658      | 2412      | [ 24 ]           |
| 2019（令和元）年度 | 1421502 | 975570 | 3928      | 2710      | [ 24 ]           |
| 2020（令和02）年度 | 818187  | 523080 | 2262      | 1453      | [ 24 ]           |

## 駅周辺
地理的には矢作川水系の伊保川の谷間にある。当駅から少し離れた場所に矢作川水系と庄内川水系の分水界があるため、当駅の北側と西側は割と急な勾配になっている。駅周辺には学生向けのアパートが点在する他は住宅はあまりない。なお、国道155号を少し北に進むと瀬戸市に入る。
- 愛知工業大学 八草キャンパス
- 豊田八草簡易郵便局
- 八草町公民館
- 猿投グリーンロード 八草IC（八草IC以東の区間は有料）
- 国道155号[26]
- 愛知県道6号力石名古屋線（グリーンロード：八草IC以西の区間は無料）
- 一般社団法人 東海技術センター（TTC）豊田試験所
- JAあいち豊田 八草支店

## バス路線
「八草駅」停留所
- 瀬戸市コミュニティバス

## 隣の駅
愛知環状鉄道
■愛知環状鉄道線
篠原駅 (17) - 八草駅 (18) - 山口駅 (19)
愛知高速交通
■東部丘陵線（リニモ）
陶磁資料館南駅 (L08) - 八草駅 (L09)